# Лимена-Кале
Лимена-Кале (также Лимена-Исар) — развалины средневекового укрепления (убежища) XIII—XV века на Южном берегу Крыма, на вершине горы Кошка, западнее Симеиза. Решениями Крымского облисполкома № 595 от 5 сентября 1969 года и № 16 от 15 января 1980 года руины крепости объявлены историческим памятником регионального значения.

## Описание
Укрепление располагается на верхней части горы, с трёх сторон окружённой крутыми обрывами. Проход на него возможен только с севера. Площадка, на которой находится замок, с востока и запада ограничена скальными грядами. Общая площадь 1,2 гектара, но только 0,6 гектара пригодны для застройки. Оборонительная стена (шириной 2,2—2,3 м, сохранились на высоту до 3,5 м) имеет длину около 90 м и проходит в направлении юго-запад — северо-восток. Также небольшими стенами были заложены возможные для доступа расселины в скалах. Все постройки выполнены из бута на известковом растворе. Вход в укрепление — ворота шириной 2,3 м, находился на северо-восточном фланге. Предполагается, что имелась надвратная башня, к юго-западу от неё, в 21 и 43 метрах — остатки ещё двух башен, выступающих на 2,6 м за линию стен. 
Внутри крепость была довольно плотно застроена в 4 ряда небольшими (размером в среднем 4 на 5 м) однотипными прямоугольными домами в 1—2 комнаты. Судя по имеющимся данным они были сложенны без применения вяжущего раствора, с предполагаемой высотой построек 2—2,5 м. По материалам археологических раскопок и отсутствию в крепости и рядом с ней источников воды историки сделали вывод о невысоком достатке жителей укрепления. Исар служил убежищем для окрестного населения Лименской долины и Симеиза только в моменты военной опасности. Основание этого, как и многих других укреплений в XIII веке, историки связывают с татаро-монгольскими вторжениями в Крым (начиная с 1223 года), сельджукской экспансией и переходом горного Крыма в зону влияния Трапезундской империи.

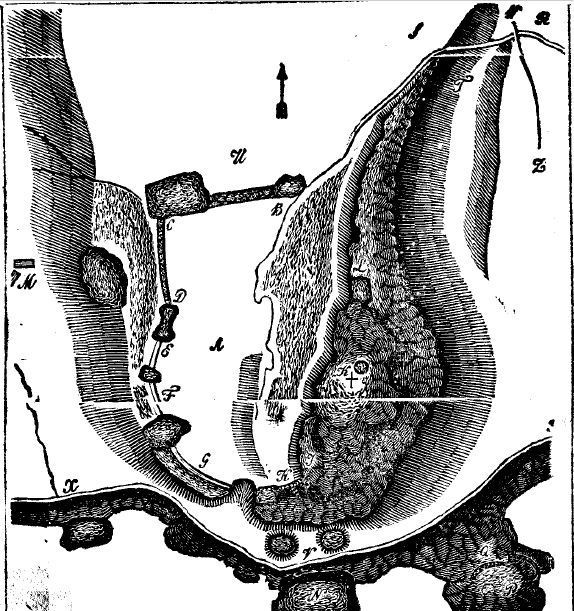
План крепости Лимена-Кале из книги Петра Кеппена О древностях южнаго берега Крыма и гор Таврических.

## История изучения
Пётр Кеппен, один из первых ученых побывавший в крепости, считал Лимена-Кале замком из цепи раннесредневековых укреплений. Бывший при путешественнике художник Яков Маурер составил глазомерный план укрепления. Кёппен приводит интересное объяснение о крепости местных жителей: что это сделали «их предки Женеве́» (генуэзцы). Ф. Дюбуа де Монпере, в принципе, повторил написанное Кёппеном
Н. Л. Эрнст в статье 1935 года назвал крепость «греко-готской», построенной на месте таврского укрепления, отмечал хорошо сохранившиесы стены и остатки множества построек. В. Н. Дьяков в 1942 году выдвинул идею Таврического лимеса — системы укреплений, якобы созданной римлянами на рубеже нашей эры. П. Н. Шульц в статье 1957 года высказывал мнение, что римская крепость была построена на «фундаменте» таврской. В результате раскопок 1959 года, проведённых Львом Фирсовым были установлены временные рамки существования поселения (XIII—XV век), экспедиция О. И. Домбровского 1963 года в Лимена-Кале эти выводы подтвердила.
Существует версия, что в XV веке прибрежные замки, в том числе и Лимена-Кале, использовались генуэзцами, как опорные пункты в противостоянии с княжеством Феодоро.